# Барановка (Злынковский район)
Барановка — деревня в Злынковском районе Брянской области, в составе Спиридоновобудского сельского поселения. 
 Расположена в 4 км к северу от села Старые Юрковичи, на правом берегу реки Цаты. Население — 16 человек (2010).

## История
Упоминается с XVIII века как рудня; до Первого раздела (1772 год) входила в состав Речи Посполитой. Позднее — в Могилёвской (с 1919 — Гомельской) губернии, в том числе с 1861 года — в составе Староюрковичской волости Гомельского уезда. Состояла в приходе села Старые Юрковичи. С 1877 года действовал дегтярный завод Азбеля.
С 1923 года в Чуровичской волости Новозыбковского уезда; в 1929—1932 в Чуровичском районе, в 1932—1939 и 1959—1988 — в Новозыбковском; в 1939—1959 и с 1988 года по настоящее время — в Злынковском районе.
С 1920-х гг. до 2005 года входила в Кожановский сельсовет (в 1954—1959 временно в Петрятинском сельсовете).
| Годы      | 1909 | 1926 | 1979 | 1989 | 2002 | 2010 |
| --------- | ---- | ---- | ---- | ---- | ---- | ---- |
| Население | 320  | 221  | 90   | 53   | 26   | 16   |